# Mosquión
Mosquión» (en griego: Μοσχίων), fue un poeta trágico ateniense. Nada se sabe de su vida; probablemente vivió en la segunda mitad del siglo III a. C. [ Tres títulos y algunos fragmentos de sus obras teatrales son conservados por Estobeo. Escribió un Télefo, y dos obras históricas: Temístocles, de la que tenemos un fragmento de tres líneas, y los Hombres de Feras (Pheraioi), que trataba de la muerte de Jasón, el cruel tirano de Feras. También se conservan 33 líneas de un discurso de una obra anónima que trata de la historia del progreso humano. En este fragmento, afirma que los humanos vivían originalmente como animales, sin casa ni tecnología, la ley estaba ausente, y el canibalismo estaba muy extendido. Con el tiempo, se introdujeron la agricultura, la cocina, el vino, las casas y las ciudades, nació la civilización y la gente enterró a sus muertos para que no les recordaran su anterior canibalismo.